# 電子出版
電子出版（英語：electronic publishing）又称为数字出版（英語：digital publishing）或网络出版（英語：online publishing），包括了电子图书、数字杂志的数字出版，以及数字图书馆和目录的发展。亦包括编辑須以屏幕（电脑、电子阅读器、平板电脑、智能手机）阅读的书籍、期刊或杂志。

## 概述
現今科學出版界已普遍以電子出版逐漸取代有同行評審制度的科學期刊。儘管現代的電子出版強烈依賴於網路傳播，但也有很多如CD、DVD等非依賴網路的電子出版物。
一篇寫好的文章常須延誤數個月後才會在期刊出版，因此期刊並不適合用來傳播最新的研究成果。然而，科學期刊仍然在品質控管、論文建檔以及建立科學信用等方面扮演重要的角色。一般而言，電子出版的資料另有可能會在有同行評審制度的期刊中出版。一些期刊會保留其同行評審制度，再另建電子版本或完全轉為電子出版。電子出版在現代越來越流行，其雖讓一些讀者感到相當滿意，但同時讀者無法在一般的書店裡找到電子出版的書。
雖然如今「電子出版」一詞主要用來指線上出版和以網路為基礎而提供的服務，但這個詞亦曾被用來描述生產、發佈、使用者互動等新形式發展，這和以電腦為基礎的文字生產及其他互動式媒體有關。

## 分类
當大家提到電子出版的範圍時，共有以下幾種說法：
- 數字出版
- 線上出版
- 網路出版
- 多媒體出版
- 無紙出版
- 按需出版
- 電腦出版
- 光碟出版
- 移動出版
- 網頁出版
- 有聲書出版